# 南非狐
南非狐（學名：Vulpes chama）是原產於南部非洲的一種小型狐狸，也是漠南非洲唯一的狐屬物種，且為該屬演化樹上較基部的類群，因而可能保有較多祖徵。本種的體長（不含尾）約為45—62公分；尾長30—40公分；肩高30—35公分；體重2.5—4.5公斤；毛色為銀灰色、耳後為黃棕色、耳廓中有白色的毛；下腹與四肢顏色較軀幹更接近黃棕色；尾部毛色為銀色至淡黃棕色，基部則為黑色；無兩性異型。
南非狐分布於南部非洲的乾燥與半乾燥地區，以及南非西部的弗因博斯等較潮濕的地帶，分布範圍北至安哥拉西南部。本種為夜行性動物，在黃昏與拂曉時較為活躍，白天常在地洞中歇息，可挖掘自己的地洞或使用跳兔等其他動物挖掘的地洞。本種一般為獨居生活；食性為雜食性，以小型哺乳類、鳥類、昆蟲、腐肉與植株為食。